# Reading Football Club 2017-2018
Questa voce raccoglie le informazioni riguardanti il Reading Football Club nelle competizioni ufficiali della stagione 2017-2018.

## Organico

### Rosa 2017-2018
Aggiornata al 17 maggio 2018.
| N. |                          | Ruolo | Calciatore              |
| -- | ------------------------ | ----- | ----------------------- |
| 1  | Italia (bandiera)        | P     | Vito Mannone            |
| 2  | Galles (bandiera)        | D     | Chris Gunter            |
| 3  | Inghilterra (bandiera)   | D     | Tommy Elphick           |
| 4  | Paesi Bassi (bandiera)   | C     | Joey van den Berg       |
| 5  | Irlanda (bandiera)       | D     | Paul McShane (capitano) |
| 6  | Inghilterra (bandiera)   | D     | Liam Moore              |
| 8  | Inghilterra (bandiera)   | C     | George Evans            |
| 9  | Guinea-Bissau (bandiera) | A     | Joseph Mendes           |
| 10 | Inghilterra (bandiera)   | C     | John Swift              |
| 11 | Inghilterra (bandiera)   | D     | Jordan Obita            |
| 12 | Giamaica (bandiera)      | C     | Garath McCleary         |
| 14 | Nigeria (bandiera)       | C     | Sone Aluko              |
| 15 | Inghilterra (bandiera)   | A     | Callum Harriott         |
| 16 | Galles (bandiera)        | C     | David Edwards           |
| 17 | Gambia (bandiera)        | C     | Modou Barrow            |
| 18 | Francia (bandiera)       | A     | Yann Kermorgant         |

| N. |                        | Ruolo | Calciatore           |
| -- | ---------------------- | ----- | -------------------- |
| 19 | Paesi Bassi (bandiera) | C     | Leandro Bacuna       |
| 20 | Portogallo (bandiera)  | D     | Tiago Ilori          |
| 21 | Irlanda (bandiera)     | C     | Stephen Quinn        |
| 22 | Paesi Bassi (bandiera) | C     | Pelle Clement        |
| 23 | Islanda (bandiera)     | A     | Jón Daði Böðvarsson  |
| 24 | Inghilterra (bandiera) | D     | Tyler Blackett       |
| 27 | Scozia (bandiera)      | A     | Chris Martin         |
| 30 | Inghilterra (bandiera) | D     | Tennai Watson        |
| 31 | Finlandia (bandiera)   | P     | Anssi Jaakkola       |
| 37 | Islanda (bandiera)     | D     | Axel Óskar Andrésson |
| 38 | Irlanda (bandiera)     | C     | Liam Kelly           |
| 42 | Inghilterra (bandiera) | C     | Andy Rinomhota       |
| 43 | Inghilterra (bandiera) | P     | George Legg          |
| 50 | Inghilterra (bandiera) | D     | Omar Richards        |
| 55 | Inghilterra (bandiera) | A     | Sam Smith            |
| 56 | Inghilterra (bandiera) | A     | Danny Loader         |